# Hassan Bey Bou-Hanek
Hassan Bey dit Bou-Hanek, de son vrai nom Hassan ben Hussein, est le bey de Constantine de 1736 à 1754. Son mandat s'inscrit dans une  période de grande stabilité politique qu'a connue le Beylik de l'Est de la régence d'Alger au XVIIIe siècle.

## Biographie

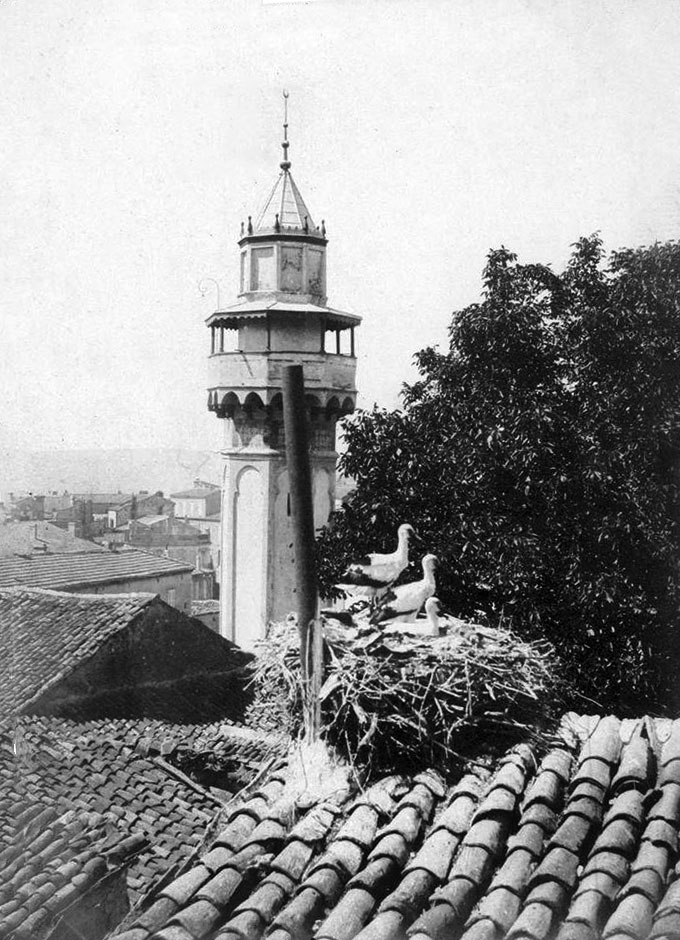
Minaret de la mosquée Sidi Lakhdar en 1900.

Hassan Bey résidait à Alger quand il reçoit l'investiture de Bey de Constantine. Il hérite d'une situation excellente que son prédécesseur avait longuement entretenue, il maintient pendant tout son règne la stabilité du beylik de l'Est.
Il gouverne de 1736 à 1754, durant lequel il entreprend des travaux d'urbanisme à Constantine, il construit la mosquée de Sidi Lakhdar en 1743, ou il y est enterré. En 1740, il offre une aide matérielle importante au bey de Tunis, Ali Pacha qui a détrôné Hussein Bey, mais il accueille un des fils de ce dernier après son assassinat par son neveu.
Durant son gouvernement, des incidents ont eu à La Calle où des ressortissants français de cet établissement et du Bastion de France se font arrêter sur ordre du dey d'Alger, conséquences des vicissitudes politiques survenues dans les relations franco-algériennes. L'ambassadeur français, envoyé à Alger a donné satisfaction au bey quant aux conditions de trafic de céréales dans la province en 1742. Il mène une expédition contre Tunis décidée par le dey Ibrahim Kouchouk à l'instigation des fils de Hussein Bey réfugiés à Alger, mais sans rencontrer de résistance, le bey de Tunis étant son ami.
Son mandat s'inscrit dans une  période de grande stabilité politique qu'a connu le Beylik au XVIIIe siècle, grâce notamment à la succession de cinq beys, gouverneurs énergiques et administrateurs compétents. Il est précédé par Kelian Hussein Bey (1713-1736) et se fait remplacer par Hussein Bey Zereg-Aïnou (1754-1756), son beau-fils qu'il avait nommé son khalifa. Son fils Hussein Bey Ben Bou-Hanek devient également Bey de Constantine.